# トラコパン

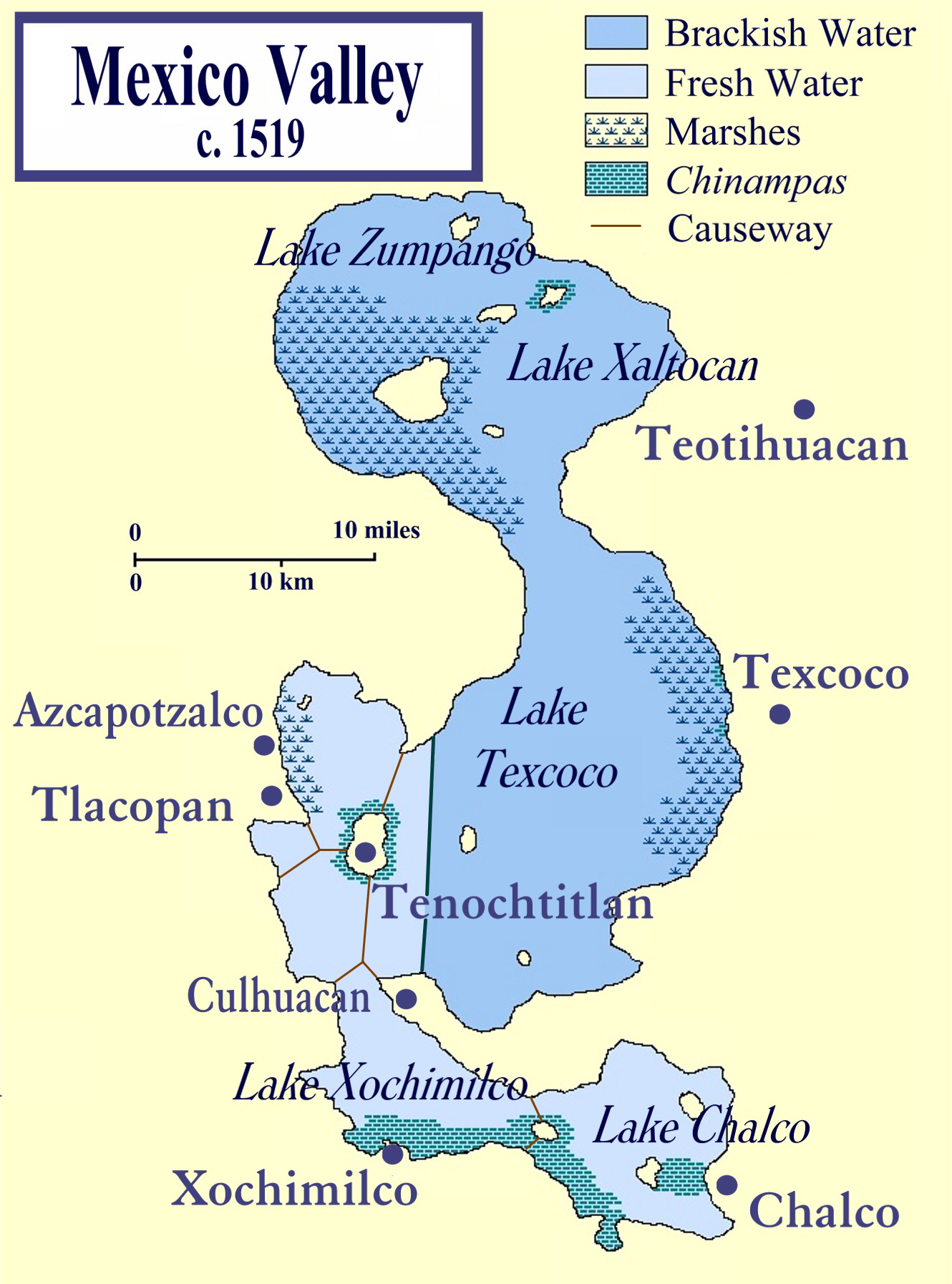
1519年のテスココ湖一帯

トラコパン（Tlacopan）は、先コロンブス期のテスココ湖西岸にあったテパネカの都市国家。テノチティトラン、テスココとともにアステカの三国同盟を構成したが、ほかの2都市にくらべると規模が小さく、独立性は低かった。スペイン植民地時代以降はスペイン語化してタクバ（Tacuba）と呼ばれ、現在はメキシコシティ北西部のミゲル・イダルゴの一部をなす。

## 歴史

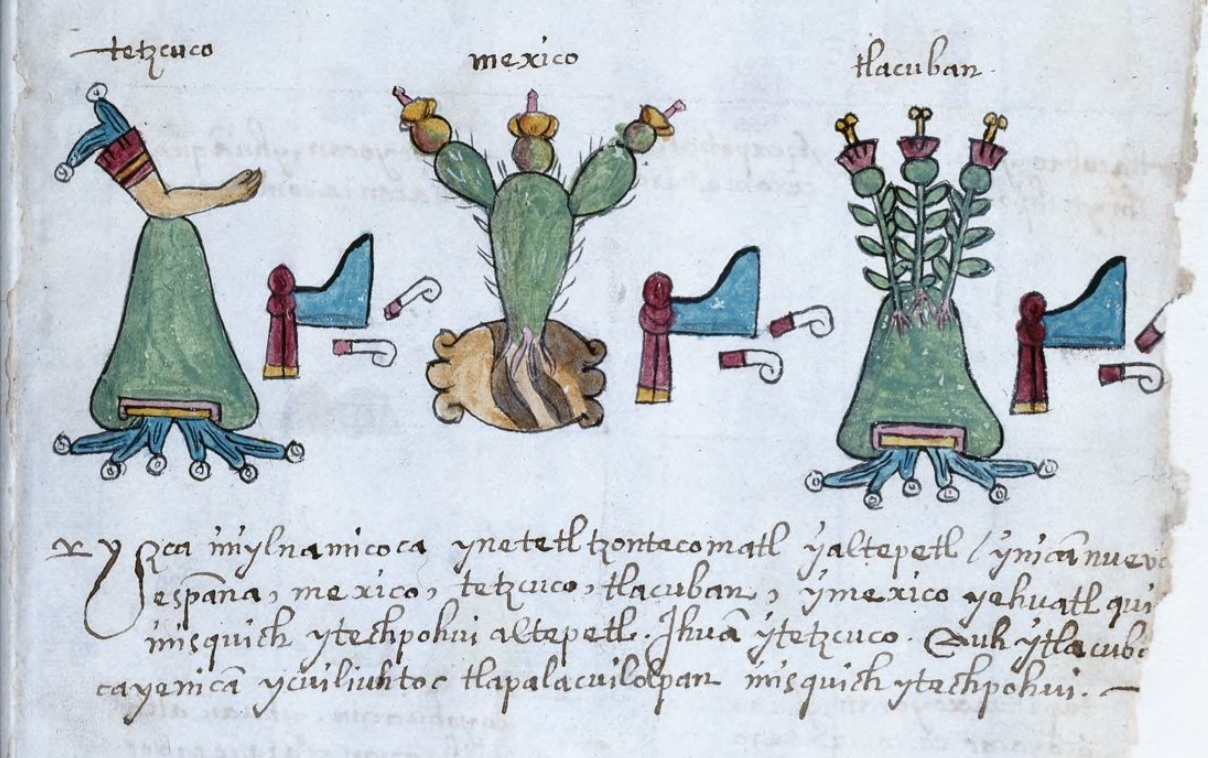
左からテスココ、テノチティトラン、トラコパンを表すアステカ文字。（オスナ絵文書）

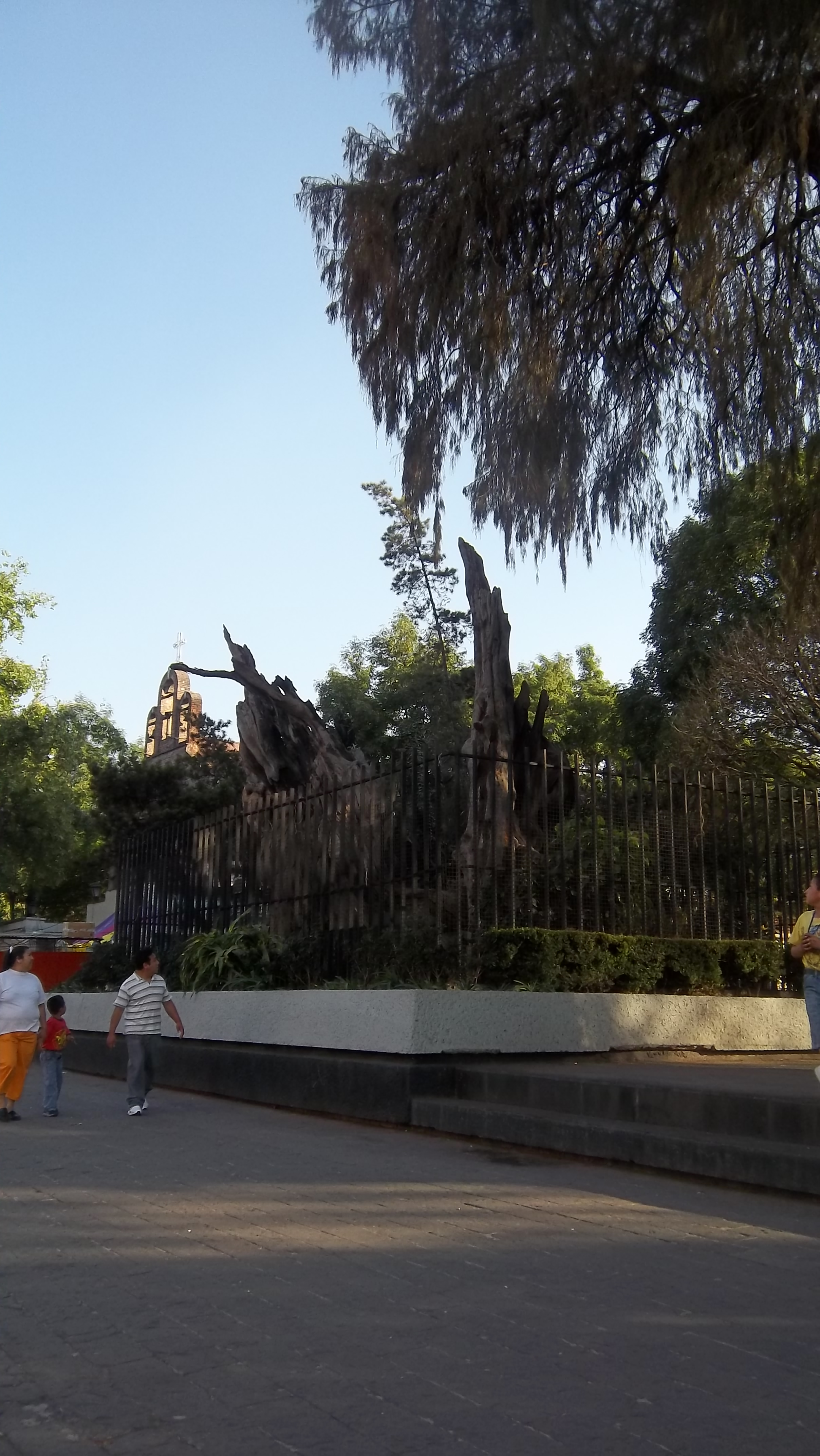
悲しき夜の木

トラコパンはテスココ湖の西岸、テパネカの首都であるアスカポツァルコの南に位置する小さな村だった。
1428年にテスココとウェショツィンゴが同盟して湖を渡り、それと同時にテノチティトランとトラコパンも同盟してアスカポツァルコを攻撃した。戦勝ののち、ウェショツィンゴを除くテノチティトラン、テスココ、トラコパンはアステカ三国同盟（三都市同盟）を構成した。共同遠征により得られた土地はテノチティトランとテスココがそれぞれ4割を、トラコパンが残りの2割を取るのが原則だった。
トラコパンのトラトアニであるトトキワストリはメキシコ盆地西部にある旧テパネカの土地を支配し、テパネカの主(Tepaneca tecuhtli)を名乗った。しかしながら、トラコパンは同盟の他の2つの都市にくらべて規模が小さく、重要性は低かった。
テノチティトランの島から湖を越える4つの堤道があり、そのひとつがトラコパンにつながっていた。現在のメヒコ＝タクバ道路 (es:Calzada México-Tacuba) は当時の堤道とほぼ同じ場所を通っている。
1520年6月30日、エルナン・コルテスの率いるスペイン人とトラスカラ人の一行は暴動の起きたテノチティトランから夜にまぎれてひそかに脱出し、テスココ湖を横切ってトラコパンへ出る堤道を逃げようとしたが、露見して襲われ、大きな被害を出した（悲しき夜、Noche Triste）。現在のポポトラ地区（タクバの東隣）にはこのときにコルテスが泣いたという言い伝えのあるメキシコラクウショウ（アウェウェテ）の大木がある（現在はすでに枯れている）。しかしながらコルテスもベルナル・ディアス・デル・カスティリョもコルテスが木の根本で泣いたとは伝えておらず、このことを実証する資料は存在しない。
スペイン人による征服の後、トラコパンはタクバと呼ばれ、フランシスコ会によってサン・ガブリエル教会が建てられた。1824年に連邦区が成立するとタクバはその一部になった。タクバは1903年以降メキシコシティを構成する13の町(municipalidad)のひとつだったが、1928年以降は自治体ではなくなった。
タクバにはメキシコシティ地下鉄の2号線と7号線の駅がある。